# Kia KX7
Kia KX7 – samochód osobowy typu SUV klasy średniej produkowany pod południowokoreańską marką Kia w latach 2017 – 2021.

## Historia i opis modelu

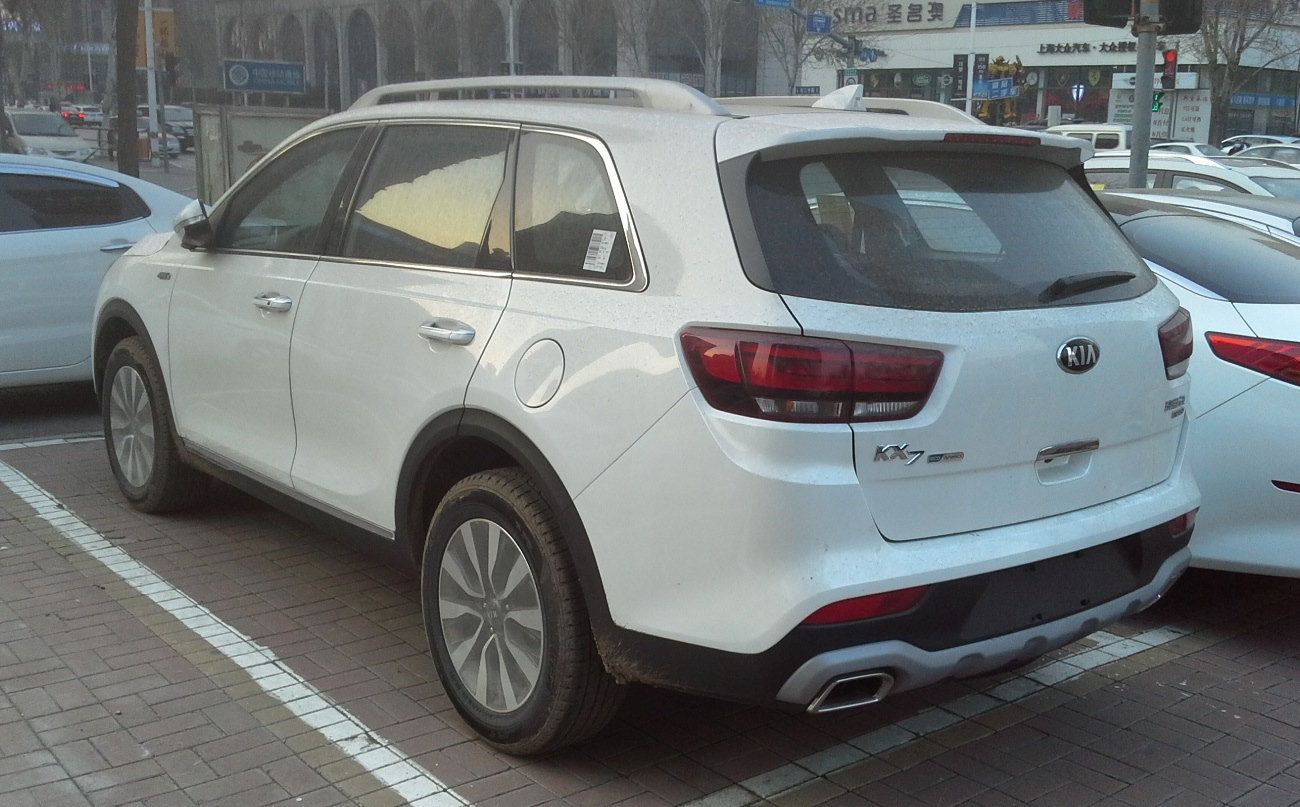
Kia KX7 - tył

W listopadzie 2016 roku Dongfeng Yueda Kia przedstawiła podczas konferencji model KX7 jako dużego SUV-a klasy średniej, który został opracowany w oparciu o platformę globalnego modelu Sorento.
Samochód otrzymał dużą, chromowaną atrapę chłodnicy z zagiętymi krawędziami w stylu innych modeli Kii, a także agresywnie zarysowanymi reflektorami ze ściętymi u dołu krawędziami. Wzór atrapy chłodnicy i układ poprzeczek zależy od wariantu wyposażeniowego.

### Sprzedaż
Kia KX7 została zbudowana specjalnie z myślą o rynku chińskim jako największy SUV w lokalnej ofercie producenta. Sprzedaż pojazdu rozpoczęła się tam w marcu 2017 roku.

### Silniki
- L4 2.0l MPI
- L4 2.4l MPI
- L4 2.0l T-GDI